# 팝스타스

팝스타스 포맷을 이용한 텔레비전 프로그램이 있는 나라

팝스타스(Popstars)는 노래 경연 프로그램으로, 1999년 뉴질랜드에서 처음 시작되었다. 그 후, 50개 나라로 비슷한 포맷으로 수출되어 방영되고 있다.